# Kolenki
Kolenki – wieś w Polsce położona w województwie kujawsko-pomorskim, w powiecie chełmińskim, w gminie Chełmno.
W latach 1975–1998 miejscowość należała administracyjnie do województwa toruńskiego.